# 10673 Berezhnoy
10673 Berezhnoy eller 1978 VU5 är en asteroid i huvudbältet som upptäcktes den 7 november 1978 av de båda amerikanska astronomerna Eleanor F. Helin och Schelte J. Bus vid Palomarobservatoriet. Den är uppkallad efter den ryske kemisten och astronomen Alexej Andrejevitj Berezjnyj.
Asteroiden har en diameter på ungefär fyra kilometer.